# 256 (число)
256 (Дві́сті п'ятдеся́т ші́сть) — натуральне число між 255 та 257.
- 256-й день у році — 13 вересня (у високосний рік — 12 вересня).

## У математиці
- 256 — є парним тризначним числом;
- Належить до складених чисел;
- Сума цифр цього числа — 13;
- Добуток цифр цього числа —60;
- Квадрат числа 256 — 65536;
- 256=16²=44=28
- 256=4↑↑2
- 256³=16777216
- Належить до повністю кратних чисел;
- Належить до двійкової послідовності Морзе-Туе;

## Інформатика
- 256 — число значень одного байта; максимальне число елементів для 8-бітного кодування;
- також "дивно конкретне число" (англ. oddly specific number), "персонаж" програмістського мему[1] що з'явився після статті в якій автор дивувався чому WhatsApp має обмеження на саме 256 учасників чату[2]
- В Юнікоді 010016 — код для символу «Ā» (Latin Capital Letter A With Macron).

## Астрономія
- NGC 256 — розсіяне скупчення типу OCL (розпилене скупчення) у сузір'ї Тукан;
- 256 Вальпурга (256 Walpurga) — астероїд головного поясу, відкритий 3 квітня 1886 року Йоганном Палізою у Відні;

## Цікавинки
- 256 років — вік Лі Циньюнь, легендарного китайського довгожителя;
- 256 — День програміста, професійне свято програмістів, яке відзначають 256-го дня поточного року.